# Entemnotrochus adansonianus
Entemnotrochus adansonianus (Crosse & P. Fischer, 1861) é uma espécie de molusco gastrópode marinho da família Pleurotomariidae, sendo a segunda maior espécie dentro de sua família, após Entemnotrochus rumphii (Schepman, 1879), podendo atingir quase 20 centímetros. É o maior Pleurotomariidae do oceano Atlântico.

## Descrição
Entemnotrochus adansonianus, juntamente com a outra espécie conhecida do seu gênero, Entemnotrochus rumphii, do oeste do oceano Pacífico, são dotados de concha cônica, pesada e sólida, possuindo as fendas laterais, típicas de Pleurotomariidae, mais longas do que as dos membros de outros gêneros. E. adansonianus apresenta concha de espiral angulosa e de coloração creme a cinzenta com difusos desenhos em tons de laranja a vermelho vivo, bem pronunciados. Possuem o umbílico aprofundado.

## Distribuição geográfica
São encontradas em águas moderadamente profundas, abaixo de 400 metros, do Caribe, Brasil (no litoral do Pará, Amapá e Maranhão, em fundos lodosos com profundidade de 150 metros), Bermudas, onde é representada pela subespécie Entemnotrochus adansonianus bermudensis (Okutani & Goto, 1983), e cumes de montanhas submersas da Dorsal Mesoatlântica, na região média do oceano Atlântico.